# Мережеве обладнання
Мереже́ве обла́днання — пристрої, необхідні для роботи комп'ютерної мережі, наприклад: маршрутизатор, комутатор, концентратор, патч-панель тощо. Зазвичай розрізняють активне та пасивне мережеве обладнання.

## Активне мережеве обладнання

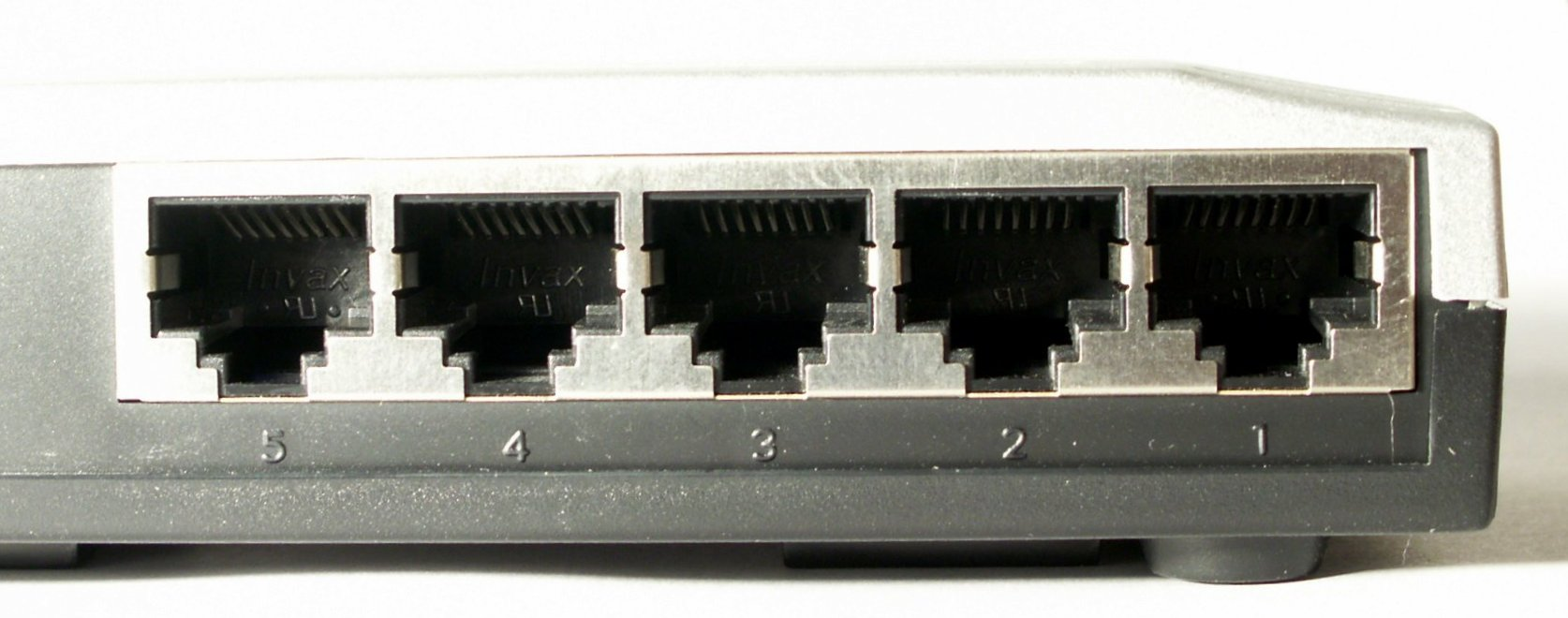
П'ятипортовий маршрутизатор Atlantis A02-F5P.

Це устаткування, що має певні «інтелектуальні» можливості. Тобто маршрутизатор і комутатор, які є активним мережним устаткуванням. Повторювач (репітер) і концентратор (хаб) не є АМО, оскільки він тільки повторює сигнал для збільшення відстані з'єднання або топологічного розгалуження і нічого «інтелектуального» собою не являють. Але керовані комутатори відносяться до активного мережного обладнання, так як можуть бути наділені певними «інтелектуальними властивостями».
Під пасивним мережним устаткуванням мається на увазі обладнання, не наділене «інтелектуальними» особливостями. Наприклад — кабельна система: кабель (коаксіальний і кручена пара (UTP / STP)), вилка/розетка (RG58, RJ45, RJ11, GG45), повторювач (репітер), патч-панель, концентратор (хаб), балун для коаксіальних кабелів (RG-58) тощо. Також, до пасивного обладнання можна віднести монтажні шафи і стійки, телекомунікаційні шафи. Монтажні шафи поділяють на: типові, спеціалізовані та антивандальні. За типом монтажу: настінні й долівкові та інші.

## Хаб або мережевий концентратор

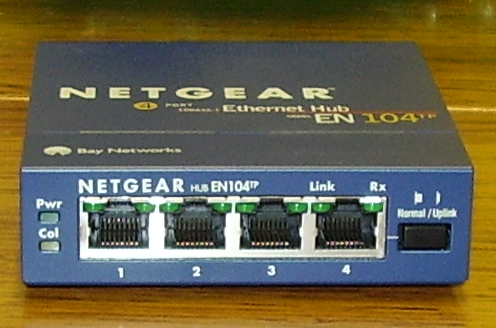
Чотирьохпортовий мережевий хаб Netgear.

Працює на фізичному рівні мережевих протоколів — розмножує дані, що надходять на один порт з усіх інших.
Саме побудова мереж за допомогою хабів і було джерелом можливості сніффінга  — підслуховування даних, переданих іншим користувачем.
Принцип сніфінга простий — мережева карта переводиться в режим слухання всіх пакетів, що приходять на комп'ютер, а не тільки призначених для нього.

## Мережеві комутатори

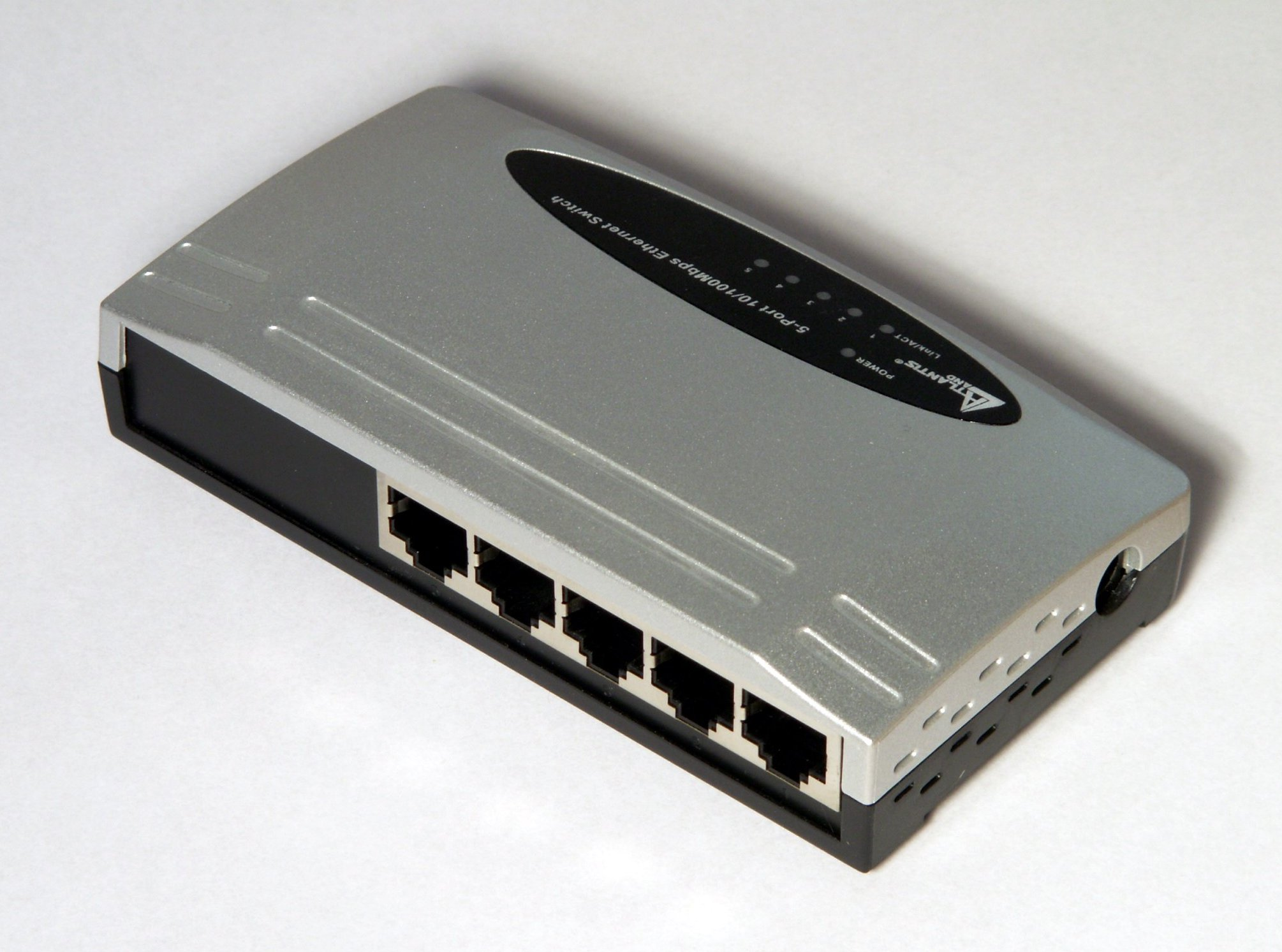
Atlantis A02-F5P.

Широко поширені пристрої, що працюють на канальному рівні мережевих протоколів — записують MAC-адреси приєднаних комп'ютерів, деякі ідентифікатори мережевих карт і далі переправляють пакети тільки на той комп'ютер, чия MAC-адреса написана в пакеті. Перехід на свічі ліквідує проблему сніфінгу, крім того істотно знижує навантаження на лінії.
Свіч може мати виділений порт, так званий UpLink, призначений для відправки пакетів, що не знайшли адресата в локальній мережі. Найбільш поширені керовані світчі, що дозволяють до себе приєднатися — для початку через спеціальний порт (не мережевий) і налаштовувати його з комп'ютера. Далі світч можна задати IP-адресу і надалі керувати ним по мережі. Незважаючи на наявність IP-адреси, світч залишається прозорим для мережевого рівня — наприклад, його неможливо виявити при трасуванні.

## Мережеві маршрутизатори

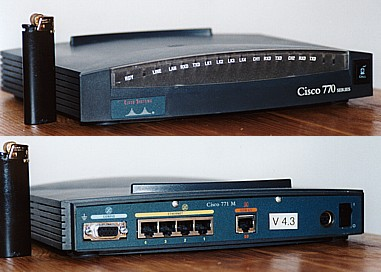
Мережевий шлюз із вбудованим комутатором. Вид спереду (вгорі) і ззаду (внизу).

Працюють на мережевому рівні мережевих протоколів. Використовується для зовнішнього світу і для локальної мережі.
У локальній мережі основний роутер може роздавати IP-адреси по DHCP, контролювати допустимі IP-адреси. Зазвичай у такому випадку роутер є шлюзом для комп'ютерів локальної мережі, при трасуванні зовнішнього адреси спочатку з'явиться адресу роутера. Зовнішня адреса може бути як статичною, так і динамічною.
Роутери часто виконують і функції більш високого рівня — роль мережевого екрану. При цьому аналіз даних виконується на транспортному чи навіть прикладному рівні мережевих протоколів. Суть полягає в тому, що на роутері можна налаштувати, на які порти дозволяти з'єднання, а на які — не потрібно, налаштувати переадресацію портів.